# Nankangia
Nankangia — викопний рід ценагнатоїдних овірапторозаврів, відомий із верхньокрейдової формації Наньсьонг округу Нанькан міста Ганьчжоу провінції Цзянсі на південному сході Китаю. Він містить один вид, Nankangia jiangxiensis. N. jiangxiensis співіснував принаймні з чотирма іншими Caenagnathoidea, включаючи, але не обмежуючись Corythoraptor, Banji, Ganzhousaurus і Jiangxisaurus. Відносно короткий зубчастий і не опущений нижньощелепний симфіз Nankangia свідчить про те, що він, можливо, був більш травоїдним, ніж м'ясоїдним. Його раціон складався з листя та насіння.

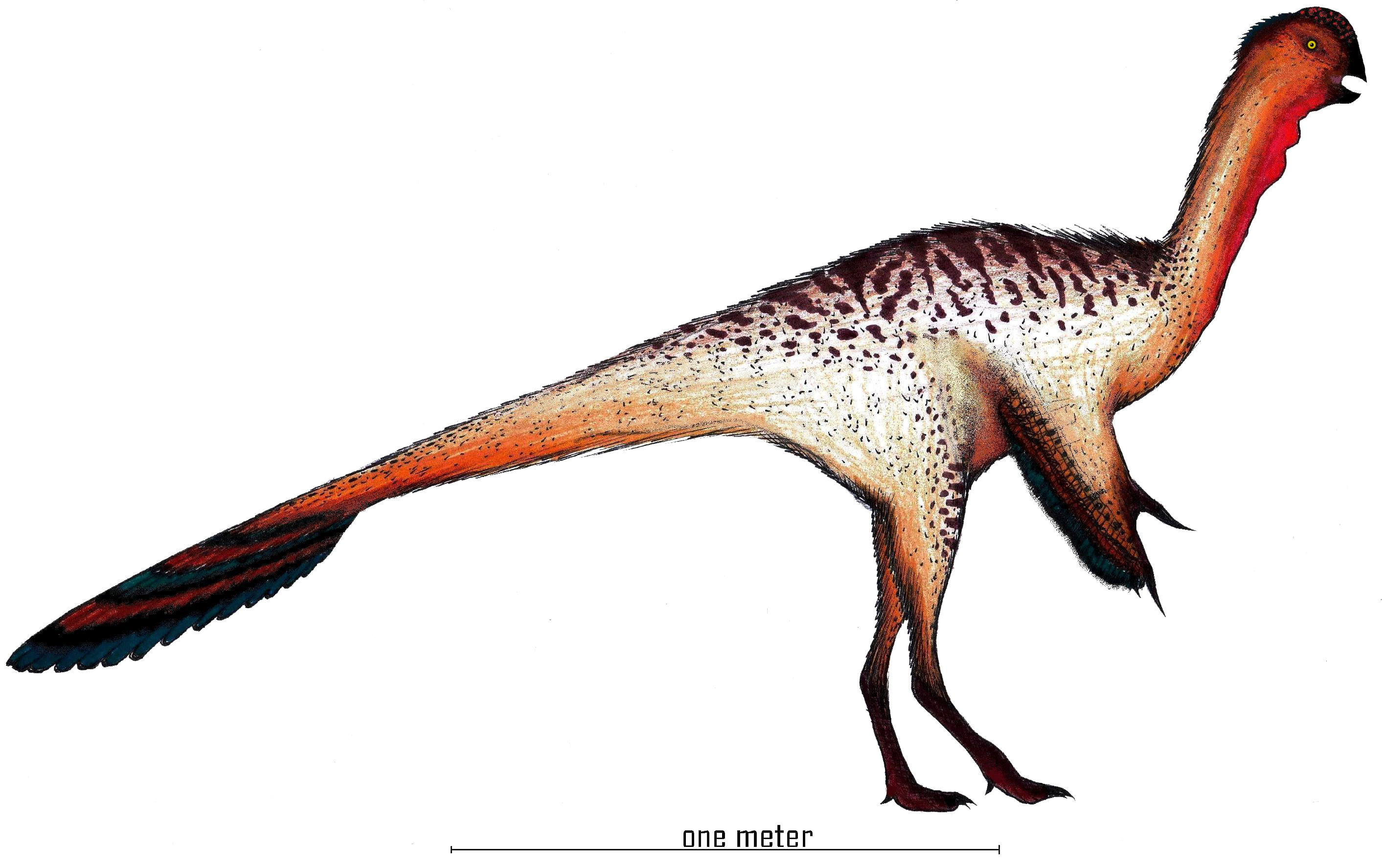
Художнє представлення